# فریدریش گوتلبل کلر
فریدریش گوتلبل کلر (به انگلیسی: Friedrich Gottlob Keller)؛ (متولد کریپن، زاکسن ۲۷ ژوئن ۱۸۱۶ – ۸ نوامبر ۱۸۹۵)، یک مهندس مکانیک، و مخترع اهل آلمان بود که (هم‌زمان با چارلز فونتی) پروسهٔ تهیه پالپ را برای استفاده از آن در کاغذسازی اختراع کرد و آن را ساخت. او به‌طور گسترده‌ای برای ساختن دستگاه برش چوب خود (که برای جداسازی الیاف مورد نیاز برای تهیهٔ خمیر چوب مورد استفاده است) شناخته می‌شود. برخلاف چارلز فونتی، کلر اختراع ماشین چوب خود را به ثبت رساند.

## اختراع‌های کلر
پیش از این‌که خمیر چوب به‌طور گسترده‌ای در دسترس قرار گیرد، کاغذ (در اروپا) با استفاده از الیاف کتانی ساخته می‌شد که منابع آن محدود بود. دانشمند فرانسوی رنه آنتوان فرشول دو رئومور در سدهٔ هجدهم پیشنهاد کرد که کاغذ می‌توانسته از «درختان» ساخته شود. گرچه دو رئومور هرگز پیشنهاد خود را تجربه نکرد، نظریه‌اش توجه دیگران؛ از جمله ماتیاس کوپس را به خود جلب کرد. در سال ۱۸۰۰، کوپس کتابی در زمینهٔ کاغذسازی ساخته از کاه منتشر کرد. پوشش بیرونی (جلد) آن کتاب از شاخ و برگ درختان ساخته شده بود. روش او با روش چارلز فونتی در (خرد کردن چوب) متفاوت بود؛ در عوض، او به سادگی چوب را می‌ساید و این باعث می‌شود که سلولزهای چوب پایدار بمانند. در کتاب او هیچ چیز در مورد خمیر چوب ذکر نشده‌است.
از سال ۱۸۴۱ (بعد از معرفی ایدهٔ خود)، کلر مشتاقانه به توسعهٔ ماشین پردازش چوب خود مشغول بود. او تا آن زمان بیشتر زندگی خود را همراه با پدر خود به عنوان یک کارگر بافنده و هدیلی ساز گذرانده بود و در کنار آن، در تلاش برای ابداع انواع ماشین بوده‌است. به هر حال، شور و شوق واقعی او به ساختن دستگاه برش چوب متوجه شده‌بود؛ که در طول سه سال بعد (از سال ۱۸۴۱ تا ۱۸۴۴)، هدف اصلی او قرار گرفت. در سال ۱۸۴۴ او کار خود را تکمیل کرد و یک قطعه کاغذ از خمیر چوب خرد شده را از خروجی دستگاه برش چوب خود تولید کرد. در تابستان سال ۱۸۴۴ او یک نمونه از این کاغذ را برای دولت آلمان فرستاد و امیدوار بود تا حمایت مالی لازم برای ساختن و توسعهٔ بیشتر کاغذسازی و ماشین خرد کنندهٔ چوب را به دست آورد، اما این تلاش ناموفق بود. هر دو چارلز فانتی و کلر هم‌زمان کار بر روی کاغذ بر پایهٔ چوب را آغاز کردند و یافته‌های خود را در یک زمان به نمایش عمومی گذاشتند و در عین حال، هردو دریافتند که کسی به آن پروژه علاقه‌مند نیست.
کلر همچنان به پروژهٔ خود وفادار ماند، ولی از آن‌جا که نتوانست حمایت مالی لازم را به دست بیاورد، ماشین اختراعی خود را در برابر دریافت مبلغی حدود ۸۰ پوند (۸۰£) به یک کارشناس کاغذ، «هاینریش ولتر» فروخت. در اوت ۱۸۴۵ در زاکسن، آلمان، پروانهٔ ثبت اختراع به نام هر دو نفر (کلر و ولتر) صادر و اعطا شد و ولتر تولید آن را در مقیاس گسترده شروع کرد. ولتر در ابتدا نمی‌خواست کلر را از این پروژه کنار بگذارد، زیرا تنها کلر بود که دانش مناسب در مورد نحوهٔ ساخت چنین ماشینی را داشت؛ که در نهایت، این تغییر کرد. نخستین ماشین‌ها در ۱۸۴۸ بیرون آمدند و ۱۸۵۲ سال تجدید امتیاز و مجوز ثبت اختراع بود، کلر توانایی مالی برای تمدید بخش حق ثبت اختراع خود را نداشت؛ که بنابراین، ولتر تنها صاحب حقوق ثبت اختراع شد و کار را ادامه داد و سود کلانی را بدون کلر به دست آورد.